# Pandehule
Pandehulen (latin: sinus frontalis) er en bihule (sinus) i hovedet under hjernens frontallap.
Der et to pandehuler – en i hver side – og de ligger som hulrum i kraniet.
Bihulebetændelse (latin: sinusitis) er en af de sygdomme der kan forekomme ved pandehulerne (dvs. pandehulebetændelse).

## Eksterne link
- Århus Tandlægeskole, præparatbeskrivelser for Ac 2-12 / 18-8/18-9 Arkiveret 11. marts 2007 hos  Wayback Machine – fotografi af et opskåret hoved hvor pandehulerne kan ses.